# Föreningsregister
Föreningsregister är ett offentligt register där ekonomiska eller ideella föreningar (i Finland registrerade föreningar) registreras och får organisationsnummer (i Finland registernummer). I Sverige förs registret av Bolagsverket, i Finland av Patent- och registerstyrelsen.